# Jean-Christophe Spinosi
Jean-Christophe Spinosi (n. 2 de septiembre de 1964) es un director de orquesta y violinista francés, fundador del Cuarteto Matheus (1991), un grupo que más tarde se convirtió en la Ensemble Matheus. Es especialmente conocido por su interpretación de la música instrumental y vocal del Barroco, especialmente las óperas de Vivaldi. Recientemente, también ha realizado exitosas presentaciones de obras de Mozart y Rossini.
Spinosi ha dirigido muchas interpretaciones de cantantes tales como Verónica Cangemi, Sara Mingardo, Jennifer Larmore, Sandrine Piau, Simone Kermes, Marie-Nicole Lemieux, Nathalie Stutzmann, Marjana Mijanovic, Lorenzo Regazzo, Philippe Jaroussky y Matthias Goerne.
Ha actuado como solista y director con el Ensemble Matheus en los principales festivales y lugares en Francia (Théâtre des Champs-Élysées, Théâtre du Châtelet, Ópera de París, Grandes Toulouse Intérpretes, Festival d'Ambronay, du Vieux Lyon), y en todo el mundo: en Ámsterdam (Concertgebouw), Viena (Konzerthaus, Theater an der Wien, debut en el Ópera Estatal de Viena en el 2010 / 11 temporada con Rossini barbero de Sevilla), Bruselas (Palacio de Bellas Artes), Nueva York (Carnegie Hall), Edimburgo (Usher Hall), Praga (Sala Smetana), en Madrid, Turín, Parma y Nápoles.
Spinosi fue nombrado Caballero de las Artes y las Letras por el ministro de Cultura francés en 2006. También ha recibido el premio al «Mejor director de ópera 2007» por la Académie du Disque Lyrique. Los premios recibidos por sus grabaciones incluyen el Diapason d'Or, Choc de l'année du Monde de la Musique, Premio Internazionale del disco de Antonio Vivaldi en Venecia, el Gran Prix de l'Académie Charles Cros, Premio Caecilia de Bélgica, la Victoria de Musique Classique, y el BBC Music Magazine Award en 2006.

## Discografía
- La fida ninfa, Vivaldi, 2008
 con Veronica Cangemi, Sandrine Piau, Marie Nicole Lemieux, Lorenzo Regazzo, Philippe Jaroussky, Topi Lehtipuu, Sara Mingardo, Christian Senn; Ensemble Matheus. Opus111/Naïve

- Nisi Dominus, Stabat Mater, Vivaldi, 2008
con Marie Nicole Lemieux, Philippe Jaroussky; Ensemble Matheus. Opus111/Naïve

- La pietra del paragone, Rossini, DVD, 2007 
 con François Lis, Christian Senn, José Manuel Zapata, Sonia Prina, Jennifer Holloway, Laura Giordano, Joan Martín-Royo, Filippo Polinelli; Chorus of Teatro Regio di Parma; Ensemble Matheus. Grabado en el Théâtre du Châtelet, París, Opus111/Naïve

- Vivaldi, Heroes, 2007 
 con Philippe Jaroussky, Ensemble Matheus. Opus111/Naïve

- Griselda, Vivaldi, 2006
 con Simone Kermes, Marie-Nicole Lemieux, Veronica Cangemi, Philippe Jaroussky, Stefano Ferrari, Iestyn Davies; Ensemble Matheus. Opus111/Naïve

- Orlando furioso, Vivaldi, 2004 
 con Marie-Nicole Lemieux, Jennifer Larmore, Veronica Cangemi, Ann Hallenberg, Philippe Jaroussky, Lorenzo Regazzo; Ensemble Matheus. Opus111/Naïve

- De Lhoyer: Duos et Concerto Pour Guitare, 2004 
 con Philippe Spinosi (guitarra), Duo Spinosi, Ensemble Matheus. Opus111/Naïve

- La verità in cimento, Vivaldi, 2003
 con Gemma Bertagnolli, Philippe Jaroussky, Sara Mingardo, Guillemette Laurens, Nathalie Stutzmann; Ensemble Matheus. Opus111/Naïve

- La notte, La tempesta di mare, Il gardellino, Vivaldi, 2003
 con Ensemble Matheus. Opus111/Naive

- Vivaldi: Concerti Con Molti Strumenti, Vol. II, 1997
 con Ensemble Matheus. Pierre Verany

- Vivaldi: Concerti Con Molti Strumenti, 1996
 con Ensemble Matheus. Pierre Verany